# Overasseltse Vliegweek
Van 15 juli tot en met 19 juli 1933 werd in Overasselt de Overasseltse Vliegweek gehouden.
De burgemeester van Overasselt Van der Vijver zorgde ervoor, dat de Keentse uiterwaarden vanaf de zomer in 1928 bij gelegenheid werd gebruikt voor vliegtuigen van de marine en de luchtmacht. Van der Vijver was zelf ook een oud marinier. Hiervoor in de binnenbocht bij Keent een stuk land gereed gemaakt, wat dienst kon doen als vliegveld. Vliegveld Keent was hiermee een feit.
De ambities en wensen van de burgemeester waren echter groter. Hij had de gemeente en een landeigenaar weten te interesseren voor een grote vliegdemonstratie. De KLM was de grote hoofdsponsor van het evenement. In deze dagen zou de KLM meer dan 1100 toeschouwers hun luchtdoop geven.
Het evenement werd uiteindelijk door meer dan 20.000 bezoekers bezocht.